# High15
High15 är en svensk-finsk musikgrupp bildad 2015. Gruppen deltog i Talang 2017 där de tog sig till semifinal. Den 13 april 2018 släppte High15 sin första singel, "Adios".
Den 27 november 2018 stod det klart att High15 deltar i Melodifestivalen 2019 med låten "No Drama" skriven av Linnea Deb, Joy Deb och Kate Tizzard. Gruppen framförde låten i den första deltävlingen i Göteborg den 2 februari 2019, där de kom på sjätte plats.

## Medlemmar
- Amie Parfitt, född 17 februari 2002 (23 år), kommer från Lilla Beddinge och är den äldsta medlemmen i High15.
- Lleucu Young, född 23 augusti 2002 (22 år), kommer från Hangö, bor i Helsingfors, är den näst äldsta medlemmen i High15 och har brittiska rötter. Hon var finalist i The Voice Kids Finland år 2014. Hon sjöng svenska nationalhymnen inför Stockholm Marathon år 2015.
- Alva Lindgren, född 29 november 2002 (22 år), kommer från Sundsvall, bor på Alnön och är den näst yngsta medlemmen i High15.
- Tiana Salmon, född 13 maj 2003 (21 år), kommer från Stockholm, bor i Sätra, är den yngsta medlemmen i High15 och har medverkat i musikaluppsättningen av Livet är en schlager i rollen som Carola.